# Burnarj

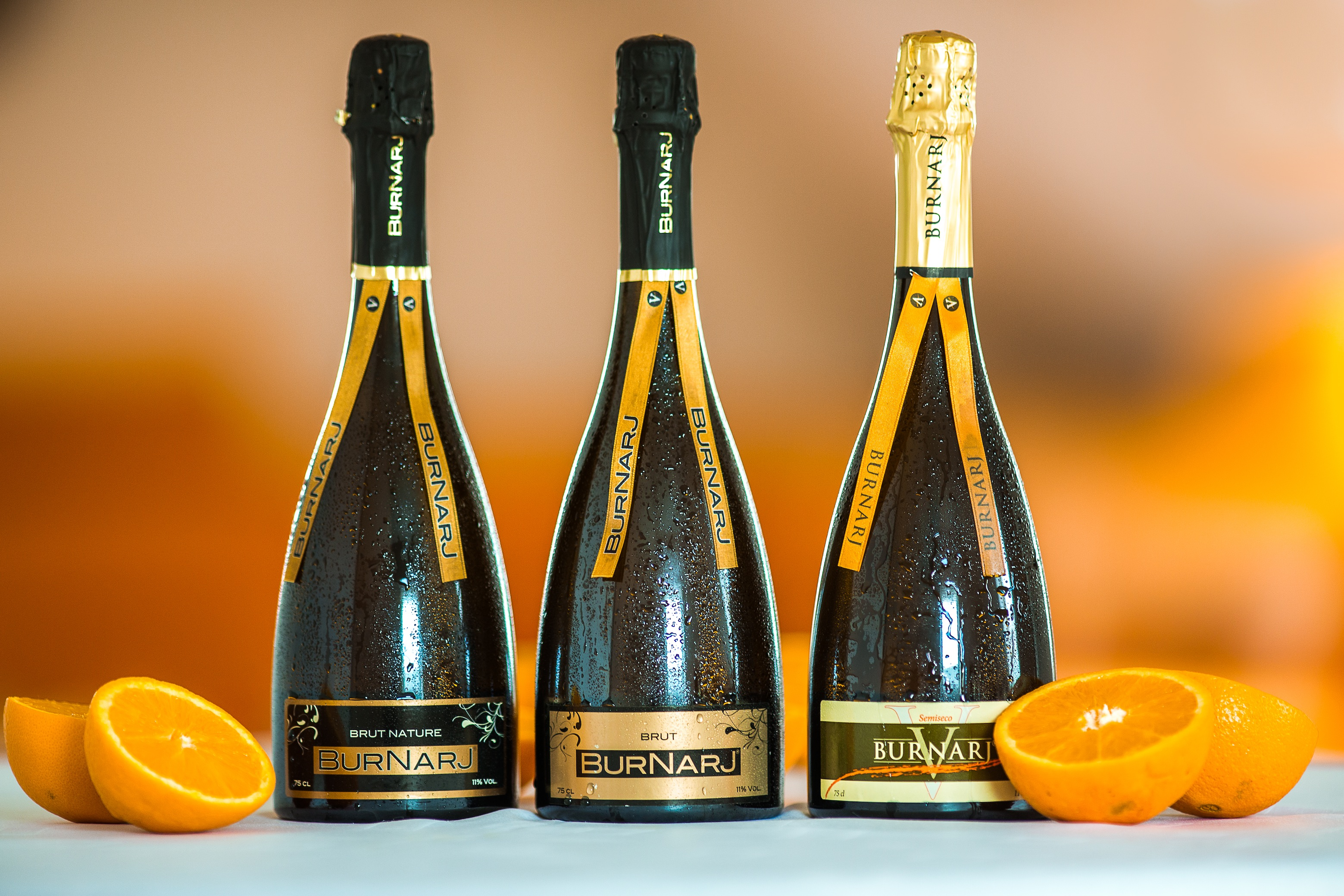
Burnarj wino musujące z pomarańczy

Burnarj – hiszpańskie wino musujące wytwarzane z pomarańczy uprawianych w gminie Palma del Río, w dolinie Gwadalkiwir, w Andaluzji. Wino wytwarzane jest w ilości ok. 200 000 butelek rocznie.
Receptura produkcji została opracowana w 2010 r. przez założycieli  przedsiębiorstwa VegaSud, Marię Dolores Jimenez i Alvaro Zamora. W 2011 r. uruchomiono masową produkcję tego trunku na wewnętrzny rynek hiszpański, w 2012 r. rozpoczęto jego eksport. VegaSud  pozostaje jedynym producentem tego wina.

## Winifikacja
Według informacji własnych producenta do wyprodukowania jednej butelki tego wina zużywa się około 5 kg pomarańczy, z których uzyskuje się ok. 2 litry soku, który poddaje się winifikacji i starzeniu w sposób zbliżony do produkcji tradycyjnych win musujących z Andaluzji. Producent twierdzi, że w procesie produkcji nie stosuje się żadnych środków chemicznych, nie dodaje wody i nie nasyca produktu dwutlenkiem węgla. CO2 zawarte w produkcie pochodzi według danych producenta wyłącznie z wtórnego procesu fermentacji odbywającego się po zakorkowaniu butelek. 
Wino jest produkowane w trzech wariantach: 
- Brut nature (wytrawne, bez dodatku cukru w czasie procesu winifikacji)
- Brut (wytrawne)
- Semisecco (półwytrawne)[4]